# Удаленки
Уда́ленки (рос. Удаленки) — присілок у складі Котельницького району Кіровської області, Росія. Входить до складу Александровського сільського поселення.
Населення становить 6 осіб (2010, 8 у 2002).
Національний склад станом на 2002 рік — росіяни 100 %.